# Sergej Kirjakov
Sergej Vjatsjeslavovitsj Kirjakov (Russisch: Серге́й Вячеславович Кирьяков) (Orjol, 1 januari 1970) is een Russisch voormalig voetballer en huidig voetbaltrainer. Kirjakov speelde als buitenspeler dan wel als diepe spits. Na zijn spelerscarrière werd hij actief als trainer, recentelijk bij Arsenal Toela in 2017.

## Clubcarrière
Kirjakov begon zijn loopbaan als zeventienjarige bij de toenmalige Sovjet-club Dinamo Moskou in 1987. In 1992 verhuisde hij naar Duitsland, waar hij de jaren negentig vol maakte. Kirjakov maakte naam voor zichzelf op Duitse velden bij Karlsruher SC (1992–1998), Hamburger SV (1998–1999) en Tennis Borussia Berlin (1999–2000). Voornamelijk bij die eerste club maakte hij het mooie weer. In zes seizoenen bij Karlsruher SC, grotendeels uitkomend in de 2. Bundesliga, maakte de flankspeler 29 doelpunten. Zijn sterke prestaties bij Karlsruher SC leverden Kirjakov in 1998 een transfer op naar eersteklasser Hamburger SV. Kirjakov zou een seizoen in het Volksparkstadion spelen, waar hij vijf keer scoorde uit 29 competitiewedstrijden. In het seizoen 1999/2000 speelde de Rus voor Tennis Borussia Berlin uit de hoofdstad, uitkomend in de 2. Bundesliga. Kirjakov degradeerde met de club naar derde afdeling wegens het behalen van het krappe aantal van 34 punten. De laatste fase van zijn carrière speelde zich af in China bij Yunnan Hongta FC en Shandong Luneng aan het begin van het nieuwe millennium. In 2003 stopte hij met voetballen.

## Interlandcarrière
Kirjakov speelde één interland voor de voormalige Sovjet-Unie, op 23 augustus 1989 onder bondscoach Valerij Lobanovskyj. Kirjakov slaagde er in te scoren bij zijn debuut tegen Polen, wat meteen zijn laatste wedstrijd voor de voormalige republiek zou zijn. De wedstrijd draaide uit op een 1–1 gelijkspel. In 1990 werd Kirjakov Europees kampioen onder 21 met de beloften van de Sovjet-Unie. Twee jaar eerder won hij met de U19 al het Europees kampioenschap voetbal 1988.
Na het uiteenvallen van de Sovjet-Unie in 1991 vertegenwoordigde Kirjakov het voetbalelftal van Gemenebest van Onafhankelijke Staten (GOS). Hij ging mee naar EURO 1992 te Zweden, het enige groot landentoernooi van het landenelftal dat als tussenoplossing diende. Kirjakov maakte vier doelpunten uit negen interlands voor de GOS, maar het was Igor Dobrovolski, de andere buitenspeler, die het enige toernooidoelpunt van de GOS liet optekenen tegen Duitsland op EURO 1992.
Vier jaar later speelde Kirjakov op EURO 1996 in Engeland met het nagelnieuwe Russisch voetbalelftal, dat evenwel toe was aan haar tweede toernooi als onafhankelijk land. Het eerste toernooi moest men zonder Kirjakov afwerken. Die had namelijk geweigerd te spelen op het WK 1994, in de VS en het eerste toernooi voor Rusland, door spanningen binnen de selectie van toenmalig Russisch bondscoach Pavel Sadyrin. Behalve Kirjakov stuurden ook sterspelers Igor Sjalimov en Igor Dobrovolski hun kat.

## Erelijst

### Internationaal
| Competitie                              |                      |                      |                      |                      |
| Competitie                              | Aantal               | Jaren                |                      |                      |
| Sovjet-Unie onder 19                    | Sovjet-Unie onder 19 | Sovjet-Unie onder 19 | Sovjet-Unie onder 19 | Sovjet-Unie onder 19 |
| --------------------------------------- | -------------------- | -------------------- | -------------------- | -------------------- |
| Europees kampioenschap voetbal onder 19 | 1x                   | 1988                 |                      |                      |
| Sovjet-Unie onder 21                    |                      |                      |                      |                      |
| Europees kampioenschap voetbal onder 21 | 1x                   | 1990                 |                      |                      |